# Jörg Quoos
Jörg Quoos (* 27. August 1963 in Heidelberg) ist ein deutscher Journalist.

## Beruflicher Werdegang
Nach dem Abitur 1982 am Englischen Institut Heidelberg absolvierte er seinen Wehrdienst im Pressestab der Luftwaffe und volontierte von 1983 bis 1985 bei der Rhein-Neckar-Zeitung, wo sein Vater Fritz Quoos langjähriger Lokal-Chefredakteur von Heidelberg war. Jörg Quoos war im Anschluss von 1984 bis 1990 Redakteur bei der Rhein-Neckar-Zeitung. Sein Bruder Stefan Quoos ist Moderator beim WDR.
1990 wechselte er zur B.Z. Seit 1992 arbeitete er bei der Bild-Gruppe, anfangs als Ressortleiter, von 1997 bis 2001 als stellvertretender Chefredakteur für Politik und Wirtschaft, von 2001 bis 2004 als Mitglied der Chefredaktion Bild und Bild am Sonntag. Seit Ende 2004 war er neben Alfred Draxler Stellvertreter des Chefredakteurs Kai Diekmann.
Zum 1. Januar 2013 wechselte er als Chefredakteur zu Focus. Im August 2014 wurde öffentlich, dass Ulrich Reitz Focus-Chefredakteur ab Oktober 2014 werde. Als Gründe für den Wechsel wurden – laut Munzinger-Archiv –  „unterschiedliche Auffassungen bezüglich der künftigen Ausrichtung des Magazins genannt“, aber es hatte „auch unterschiedliche Auffassungen über den Redaktionsstandort Berlin gegeben, den Verleger Hubert Burda und Herausgeber Helmut Markwort nicht zu Lasten des Stammsitzes München gestärkt wissen wollten“. Der Hauptgrund sei jedoch gewesen, „dass es Q. während seiner Amtszeit nicht gelungen war, den Auflagenschwund zu stoppen.“
Seit dem 15. Februar 2015 führt er als Chefredakteur in Berlin-Mitte die Zentralredaktion der Funke Mediengruppe, für deren „neue Strukturen“ er verantwortlich zeichnet.

## Privates
Quoos ist verheiratet und hat drei Kinder. Seine Frau schreibt – laut Munzinger-Archiv – unter ihrem Mädchennamen Jana Weiße als „BILD“-Redakteurin im Ressort Leben und Wissen oder unter Jana Quoos.